# Ralph Boston
Ralph Harold Boston (Laurel (Mississippi), 9 mei 1939 – Peachtree City (Georgia), 30 april 2023) was een Amerikaans atleet. Boston was een allround atleet, maar zal vooral herinnerd worden vanwege zijn successen bij het verspringen in de jaren zestig. Hij nam op dit onderdeel driemaal deel aan de Olympische Spelen en won hierbij drie medailles (goud, zilver en brons). Ook werd hij meervoudig Amerikaans kampioen en verbeterde hij tussen 1960 en 1965 zesmaal het wereldrecord verspringen.

## Loopbaan

### Olympisch goud
Zijn eerste succes van enige importantie boekte Boston door in 1960 als student aan de Tennessee State University de NCAA-titel bij het verspringen voor zich op te eisen. Daarna ging het snel. Op 12 augustus 1960, tijdens een laatste testwedstrijd van de Amerikaanse olympische selectie in Walnut, verbeterde hij met een sprong van 8,21 m het wereldrecord van zijn legendarische landgenoot Jesse Owens van 8,13 uit 1935.
Op 2 september beleefde Boston in Rome vervolgens het hoogtepunt van zijn loopbaan door tijdens de daar gehouden Olympische Spelen de gouden medaille bij het verspringen te veroveren met 8,12, waarmee hij tevens het olympische record van 8,06 van Owens uit 1936 overnam.

### Wereldrecords en olympisch zilver
Ook daarna bleef Boston op een hoog niveau presteren. Zo verbeterde hij in 1961 tot tweemaal toen zijn eigen wereldrecord (met sprongen van 8,24 en 8,28). In september 1964, vlak voor de Olympische Spelen, heroverde Boston het wereldrecord met een sprong van 8,34, nadat gedurende de twee voorafgaande jaren deze eer met 8,31 te beurt was gevallen aan de Rus Igor Ter-Ovanesjan.
Op de Olympische Spelen van 1964 kwam de Amerikaan dan ook als favoriet voor goud aan de start. Op 18 oktober sprong hij in de kwalificatieronde vervolgens met 8,03 als enige voorbij de 8 meter, waarna hij later die dag in de finale met 7,88 tot en met de vierde ronde het veld aanvoerde. In de vijfde ronde nam echter de Brit Lynn Davies met een sprong van 8,07 verrassend de leiding over, terwijl Ter-Ovanesian hem met 7,99 eveneens passeerde. In de laatste ronde wist Boston, door zijn prestatie van de kwalificatie van 8,03 te herhalen, de Rus weer te passeren. Davies bleef hem echter de baas en dus werd het geen prolongatie van zijn olympische titel, maar zilver voor de Amerikaan.

### Voorbijgestreefd door Bob Beamon
In 1965 sprong Boston een laatste en zesde keer een wereldrecord (8,35 m). Dit keer zou zijn record langer op de tabellen blijven staan: ruim drie en half jaar later brak echter het moment van glorie van Bob Beamon aan (met zijn legendarische sprong van 8,90 m). In dezelfde competitie (op de Olympische Spelen van 1968) sprong Boston nog naar een bronzen medaille, waarmee hij voor de derde maal achter elkaar olympisch eremetaal behaalde. Het zilver ging naar de Oost-Duitser Klaus Beer. Kort daarna beëindigde hij zijn atletiekloopbaan.

### Einde
Boston overleed op 83-jarige leeftijd na een beroerte.

## Titels
- Olympisch kampioen verspringen - 1960
- Pan-Amerikaanse Spelen kampioen verspringen - 1963, 1967
- NCAA-kampioen verspringen - 1960
- Amerikaans kampioen verspringen - 1961, 1962, 1963, 1964, 1965, 1966
- Amerikaans indoorkampioen verspringen - 1961
- Amerikaans indoorkampioen 60 yd horden - 1965

## Persoonlijke records
| Onderdeel          | Prestatie      | Datum       | Plaats  |
| ------------------ | -------------- | ----------- | ------- |
| 100 yd             | 9,6 s          | 1964        |         |
| 120 yd horden      | 13,7 s         |             |         |
| verspringen        | 8,35 m (ex-WR) | 29 mei 1965 | Modesto |
| hoogspringen       | 2,05 m         |             |         |
| hink-stap-springen | 15,89 m        | 1964        |         |

### Wereldrecords
| Afstand | Datum             | Plaats      |
| ------- | ----------------- | ----------- |
| 8,21 m  | 12 augustus 1960  | Walnut      |
| 8,24 m  | 27 mei 1961       | Modesto     |
| 8,28 m  | 16 juli 1961      | Moskou      |
| 8,31 m  | 15 augustus 1964  | Kingston    |
| 8,34 m  | 12 september 1964 | Los Angeles |
| 8,35 m  | 29 mei 1965       | Modesto     |

## Palmares

### 60 yd horden
- 1965:  Amerikaanse indoorkamp. - 7,2 s

### verspringen
- 1960:  NCAA-kamp. - 7,76 m
- 1960:  OS - 8,12 m (OR)
- 1961:  Amerikaanse indoorkamp. - 8,08 m
- 1961:  Amerikaanse kamp. - 8,21 m
- 1962:  Amerikaanse kamp. - 8,08 m
- 1963:  Pan-Amerikaanse Spelen - 8,11 m
- 1963:  Amerikaanse kamp. - 8,18 m (+RW)
- 1964:  Amerikaanse kamp. - 8,11 m
- 1964:  OS - 8,03 m
- 1965:  Amerikaanse kamp. - 8,01 m
- 1966:  Amerikaanse kamp. - 8,01 m
- 1967:  Pan-Amerikaanse Spelen - 8,29 m
- 1968:  OS - 8,16 m

1896: Ellery Clark ·
1900: Alvin Kraenzlein ·
1904: Meyer Prinstein ·
1908: Frank Irons ·
1912: Albert Gutterson ·
1920: William Petersson ·
1924: William DeHart Hubbard ·
1928: Ed Hamm ·
1932: Ed Gordon ·
1936: Jesse Owens ·
1948: Willie Steele ·
1952: Jerome Biffle ·
1956: Greg Bell ·
1960: Ralph Boston ·
1964: Lynn Davies ·
1968: Bob Beamon ·
1972: Randy Williams ·
1976: Arnie Robinson ·
1980: Lutz Dombrowski ·
1984: Carl Lewis ·
1988: Carl Lewis ·
1992: Carl Lewis ·
1996: Carl Lewis ·
2000: Iván Pedroso ·
2004: Dwight Phillips ·
2008: Irving Saladino ·
2012: Greg Rutherford ·
2016: Jeff Henderson ·
2020: Miltiadis Tentoglou ·
2024: Miltiadis Tentoglou
- World Athletics: 14355667